# Longitarsus bethae
Longitarsus bethae es una especie de insecto coleóptero de la familia Chrysomelidae. Fue descrita científicamente en 2005 por Savini & Escalona.